# Мироновка (Полтавская область)
Мироновка (укр. Миронівка) — село,
Кошмановский сельский совет,
Машевский район,
Полтавская область,
Украина.
Код КОАТУУ — 5323082203. Население по переписи 2001 года составляло 252 человека.

## Географическое положение
Село Мироновка находится на правом берегу реки Тагамлык,
выше по течению на расстоянии в 1,5 км расположено село Кошмановка,
ниже по течению на расстоянии в 0,5 км расположено село Базилевщина,
на противоположном берегу — село Богдановка.
На реке большая запруда.
Рядом проходит автомобильная дорога Р-11.

## История
- ? — дата основания как посёлок Павловка.
- ? — переименован в село Артюховка.

## Объекты социальной сферы
- Клуб.